# Día Mundial del Olivo
El Día Mundial del Olivo es una celebración anual que se lleva a cabo el 26 de noviembre desde 2019, fue establecida por la UNESCO en ese mismo año.

## Proclamación
El Día Mundial del Olivo fue oficialmente proclamado el 26 de noviembre de 2019 durante la 40ª reunión de la Conferencia General de la UNESCO. Esta iniciativa, impulsada por Líbano y Túnez, fue examinada por el Comité Ejecutivo de la organización en su 206.ª sesión, donde se discutió la necesidad de proteger el olivo. La propuesta fue aprobada por unanimidad, como una fecha anual dedicada a la celebración de este símbolo milenario.

## Celebración
Este día se celebra el 26 de noviembre, destacando la relevancia histórica y cultural de este árbol, y su longevidad y resiliencia,características que se alinean con los la sostenibilidad ambiental. Los olivos, que absorben más CO2 del que emiten durante la producción de aceite, juegan un papel crucial en la lucha contra el cambio climático, lo que añade relevancia a su protección.Además, este árbol proporciona empleo y seguridad a comunidades rurales en los cinco continentes, contribuyendo al desarrollo económico y social sostenible. Desde su primera celebración, se han organizado diversas actividades como debates, conferencias, talleres y eventos culturales, destinadas a concienciar sobre la importancia de proteger el olivo y los valores que encarna. A nivel nutricional, el aceite de oliva y las aceitunas de mesa, componentes esenciales de la dieta mediterránea, son reconocidos por sus propiedades beneficiosas para la salud, lo que refuerza aún más la importancia de este día.